# Heliosciurus
Genre
Heliosciurus sp. est un genre de grands écureuils d'Afrique. Les dents sont robustes et leur permettent de se nourrir d’aliments végétaux plus coriaces, comme des noix. Ils sont essentiellement arboricoles et très agiles. Ils passent d'arbre en arbre dans la canopée et peuvent se plaquer fortement contre un tronc, même la tête en bas.

## Liste des espèces et quelques éléments de description
Selon ITIS (2 juin 2016) :
- Heliosciurus gambianus (Ogilby, 1835) - Héliosciure de Gambie[3] ou écureuil de Gambie[3]

Jusqu’à 55 cm de long pour 350 g, avec un corps gris, tout de même chiné, une tête et une face ventrale plus claire, aucune marque rousse, la queue nettement annelée (environ 14 anneaux), et les yeux cernés d'un cercle clair.
- Heliosciurus mutabilis (Peters, 1852)
- Heliosciurus punctatus (Temminck, 1853)
- Heliosciurus rufobrachium (Waterhouse, 1842) - Héliosciure aux pattes rousses[3]

Il mesure entre 20 et 28 cm jusqu’à l’insertion de la queue, cette dernière étant un peu plus longue (18-30 cm). Il pèse entre 250 et 400 g. Le dessus est chiné avec des nuances de gris sombre et de blanc, devenant progressivement rouge vif sur la face externe des membres. Le dessous est plus clair, blanc crème. La queue est annelée à rayée de noir et blanc (environ 18 anneaux). Les cris sonores et cette queue rayée souvent très agitée sont caractéristiques.
- Heliosciurus ruwenzorii (Schwann, 1904) - Héliosciure du Ruwenzori[3]
- Heliosciurus undulatus (True, 1892)